# ブルーノ・ドス・サントス・ナザーリオ
ブルーノ・ナザーリオ (Bruno Nazário) ことブルーノ・ドス・サントス・ナザーリオ（Bruno dos Santos Nazário, 1997年11月16日 - ）は、ブラジル・パラナ州カスカヴェウ出身のサッカー選手。ポジションはMF

## 経歴
FCカスカヴェウとフィゲイレンセFCの下部組織に在籍した。フィゲイレンセでは2012年11月3日にカンピオナート・ブラジレイロ・セリエAで初出場、この時はボッティとの交代での出場であった。同年のセリエAで4試合に出場したがクラブは最下位で降格した。プロ初得点は2013年3月24日のカンピオナート・カタリネンセでの一戦であった。
2013年5月にトンベンセFCに移籍。カンピオナート・ブラジレイロ・セリエB所属のアメリカ・ミネイロに期限付き移籍した。
同年8月に4年契約でブンデスリーガのTSG1899ホッフェンハイムに移籍。移籍金は報じられるところによれば100万ユーロとされている。2014年5月3日にトビアス・シュトローブルとの交代で初出場を記録した。
2014年8月28日にエクストラクラサのレヒア・グダニスクにシーズンローンとなる。後に移籍期間は延長された。2016年1月4日にクルゼイロECに期限付き移籍。2017年にグアラニFCに、2018年にアトレチコ・パラナエンセへ、2020年にはボタフォゴFRへローンとなった。
2019年8月7日には、神奈川県平塚市で開催されたJリーグカップ/コパ・スダメリカーナ王者決定戦2019に出場した。
2021年4月5日、同年末までのローンでアメリカ・ミネイロへ復帰することが発表された。

## タイトル
グアラニ
- カンピオナート・パウリスタ セリエA2（英語版） : 2018

アトレチコ・パラナエンセ
- コパ・スダメリカーナ : 2018
- Jリーグカップ/コパ・スダメリカーナ王者決定戦 : 2019
- コパ・ド・ブラジル : 2019